# アリゴ

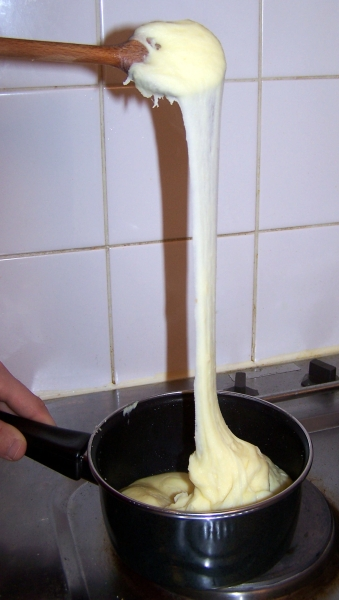
よく伸びるアリゴ

アリゴ（フランス語: aligot）は、フランスの中南部オーブラック（l'Aubrac）地方の郷土料理である。なお、日本語の片仮名表記としてはアリゴーとも書かれる場合もある。

## 概要
ジャガイモをベースにチーズ（後述の『チーズ』節を参照）およびその他の食材（ニンニクなど、後述の『その他の食材』節を参照）を混ぜ合わせて調理する。粘度が高く、「餅のよう」とも表現され、非常によく伸びるのが特徴。肉料理などの付け合せとして供される。
アリゴをどのような料理のジャンルに分類するかについては意見が分かれている。アリゴを芋料理とする見方がある一方で、チーズ料理と分類することもある。

## 地域
アリゴはオーブラックの各地で見られる料理。以下にいくつかの地方、地域または県の具体例を示す。
- アヴェロン県[1]
- オーヴェルニュ地方[4][6]
- ルエルグ（フランス語版）地方[8] - ラングドックとオーヴェルニュの間の地方。現在でいうアヴェロン県、タルヌ＝エ＝ガロンヌ県の一部を含む[9]。

## 食材

### チーズ

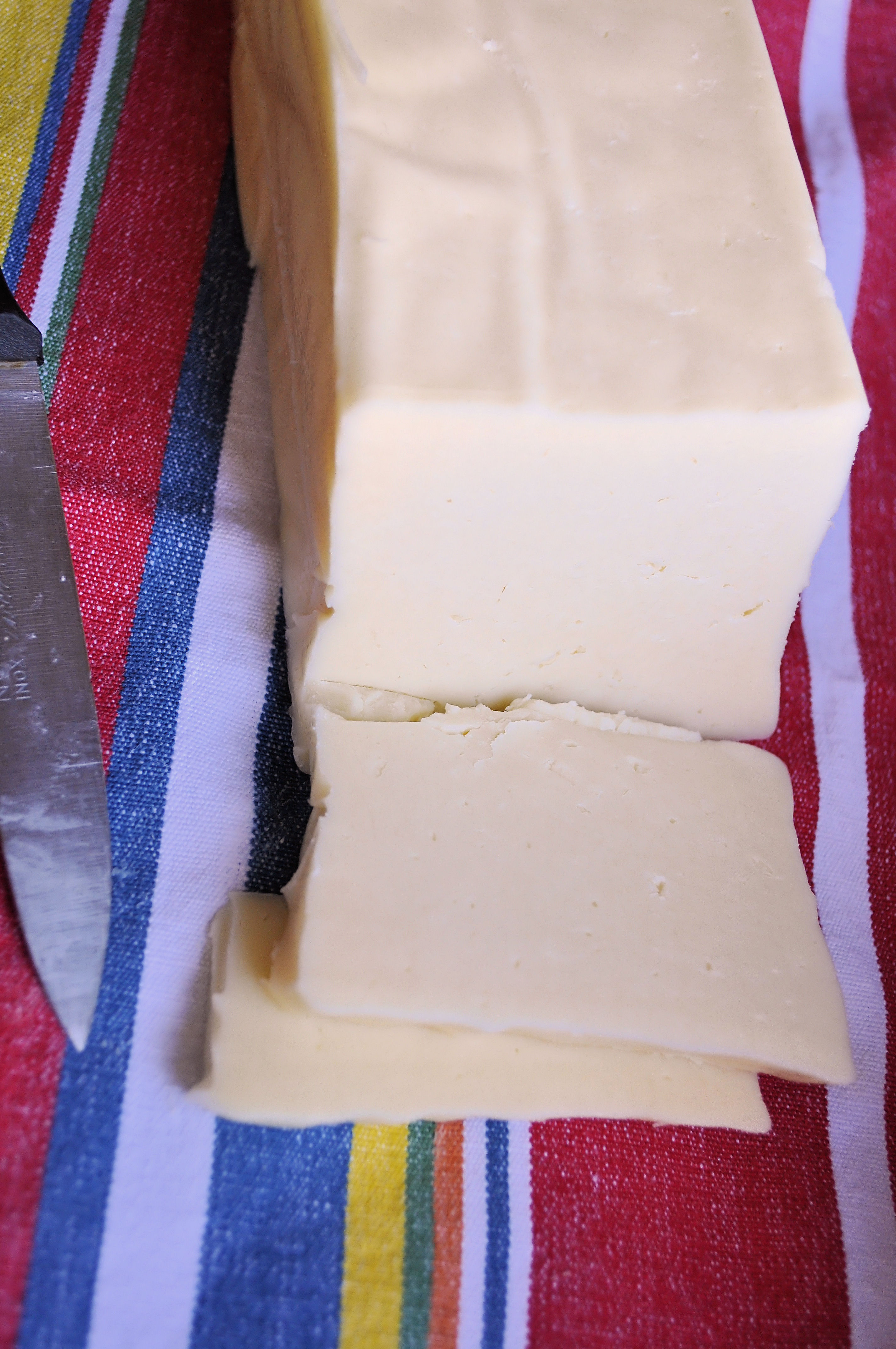
カンタルのトム・フレッシュ

アリゴには以下のようなチーズを使用する。
トム・フレッシュ(tome fraîche)
このチーズは後述のカンタルや、カンタルと同種のサレール、ライオールの熟成前のものを指し、方言でアリゴともいわれる。「トム」とは、山で作られるチーズ一般を指して使われる語。
ライオール
ライオールのトム・フレッシュを使用したアリゴが「正統」ともいわれる。
カンタル
カンタルはトム・フレッシュを熟成した（最低30日から6ヶ月以上）、セミ・ハードタイプのチーズ。調理の際には溶かして混ぜるという手法が用いられる。「若い」カンタルを用いるともされる。
その他
エメンタールチーズ、グリュイエールチーズでも良いとする説もある。

### その他の食材
アリゴにはジャガイモとチーズ以外にニンニクなど、他にいくつかの食材を混ぜる調理法も存在する。本節ではそれらの食材の例を挙げる。
- ニンニク[4][13][19]
- 塩[4][19]
- コショウ[4][19]
- 牛乳[4]
- バター[4]
- ソーセージの焼き汁[19]
- 生クリーム[13]

## 語源
アリゴの語源には以下の説がある。
aliquid（ラテン語）
食を請うときの「何か」、「何でも」、すなわち「何か食べるものを」という意味で、巡礼者が食糧を要求したときに使ったこの語が、オック語でアリゴとなったという説。
alicoter（古フランス語）
「小片に切る」というこの語（"haligoter"または"harigoter"とも）が転じてアリゴになったという説
aliga（ラテン語）
「ガリアの上質小麦粉」という意味をもつこの語を源とする説

## 類似料理

### じゃがアリゴ
日本のカルビー社によるスナック菓子製品『じゃがりこ』に、雪印社の加工チーズ製品『さけるチーズ』と塩と熱湯150mLとをかけて数分蒸してから混ぜると、アリゴに酷似した味と形態となる。この創作料理（通称『じゃがアリゴ』）は2019年にTwitter上で公表されて話題となり、駐日フランス大使館も言及した。